# Monica Theodorescu
Monica Theodorescu (Halle, 2 maart 1963) is een voormalig Duitse amazone, die gespecialiseerd was in dressuur. Theodorescu behaalde haar grootste successen met het Duitse team in de landenwedstrijd dressuur. Theodorescu werd driemaal Olympische kampioen met het Duitse team tijdens de spelen van 1988, 1992 en 1996 en wereldkampioen tijdens de Wereldruiterspelen 1990. 
Haar grootste succes individueel was de bronzen medaille tijdens de Wereldruiterspelen 1990. Daarnaast behaalde Theodorescu de vierde plaats individueel tijdens de Olympische Zomerspelen 1996
In 2012 werd zij door Deutscher Olympischer Sportbund  benoemd tot bondscoach van het Duitse dressuurteam. Haar vader Gheorghe Teodorescu nam voor Roemenië deel aan de dressuur tijdens de Olympische Zomerspelen 1956 in Stockholm.

## Resultaten
- Olympische Zomerspelen 1988 in Seoel: 6e dressuur met Ganimedes
- Olympische Zomerspelen 1988 in Seoel  landenwedstrijd dressuur met Ganimedes
- Wereldruiterspelen 1990 in Stockholm  dressuur met Gaminedes
- Wereldruiterspelen 1990 in Stockholm  landenwedstrijd dressuur met Gaminedes
- Olympische Zomerspelen 1992 in Barcelona: 17e dressuur met Grunox
- Olympische Zomerspelen 1992 in Barcelona  landenwedstrijd dressuur met Grunox
- Olympische Zomerspelen 1996 in Atlanta 4e dressuur met Grunox
- Olympische Zomerspelen 1996 in Atlanta  landenwedstrijd dressuur met Grunox

1928: von Langen, Linkenbach, Lotzbeck ·
1932: Lesage, Marion, Jousseaume ·
1936: Pollay, Gerhard, Oppeln-Bronikowski ·
1948: Jousseaume, Saint-Fort Paillard, Buret ·
1952: Saint Cyr, Boltenstern, Persson ·
1956: Saint Cyr, Boltenstern, Persson ·
1964: Boldt, Klimke, Neckermann ·
1968: Neckermann, Klimke, Linsenhoff ·
1972: Petoesjkova, Kizimov, Kalita ·
1976: Boldt, Klimke, Grillo ·
1980: Kovsjov, Oegrjoemov, Misevitsj ·
1984: Klimke, Sauer, Krug ·
1988: Klimke, Linsenhoff, Theodorescu, Uphoff ·
1992: Balkenhol, Uphoff, Theodorescu, Werth ·
1996: Balkenhol, Schaudt, Theodorescu, Werth ·
2000: Werth, Capellmann, Salzgeber, Simons-de Ridder ·
2004: Kemmer, Schmidt, Schaudt, Salzgeber ·
2008: Kemmer, Capellmann, Werth ·
2012: Hester, Bechtolsheimer, Dujardin ·
2016: Rothenberger, Schneider, Bröring-Sprehe, Werth ·
2020: von Bredow-Werndl, Schneider, Werth ·
2024: Wandres, von Bredow-Werndl, Werth